# Licio Marcos de Oliveira
Licio Marcos de Oliveira (Viçosa, Minas Gerais, Brasil, 16 de desembre de 1958) és un enginyer de so brasiler que treballa activament al cinema espanyol. Va començar a usar una càmera amb 14 anys i començà a rodar curtmetratges. El 1980 es va graduar en relacions públiques i publicitat a la Faculdade Newton de Paiva de Belo Horizonte i va començar a fer anuncis i cinema publicitari al Brasil, Espanya, Mèxic, França, Irlanda, Itàlia, Anglaterra, Suïssa, Alemanya, el Marroc, Ghana, l'Índia i Sri Lanka. De 1978 a 1982 fou programador i projeccionista al Cineclub de Belo Horizonte. Alhora, el 1984 començà a treballar en el departament de so de pel·lícules brasileres. El 1986 anà a Barcelona, on es va fer amic de José Luis Guerín i va treballar al departament de so de Tras el cristal d'Agustí Villaronga i Riutort. Després va treballar a sèries de televisió i pel·lícules catalanes com La rossa del bar (1986), Laura a la ciutat dels sants (1987), Daniya, jardí de l'harem (1988) i Sinatra (1988), Pont de Varsòvia (1989), Innisfree (1990), Què t'hi jugues, Mari Pili? (1991, L'enfonsament del Titanic (1994) o Dues dones (1998).
Després va treballar a pel·lícules espanyoles com En brazos de la mujer madura (1997) o Asaltar los cielos (1997). Pel seu treball a La caja 507 Fou nominat al Goya al millor so (2003). i fou nominat novament per La vida mancha (2004). Durant aquests anys va treballar al documental OT: La película (2002) i L'habitació de Fermat (2007), i el 2007 fou nominat novament als Goya per Tuya siempre. El 2011 va guanyar el Goya al millor so pel seu treball a No habrá paz para los malvados i als Premis Gaudí de 2014 va guanyar el premi al millor so per Els últims dies.